# デイヴィナ・ルイス
デイヴィナ・ウィンザー（The Lady Davina Elizabeth Alice Benedikte Windsor、1977年11月19日 - ）は、ジョージ5世の曾孫。

## 略歴
グロスター公爵リチャード王子とバージットの間の長女としてロンドンに生まれる。西イングランド大学卒業。
バリ島での休暇で知り合ったニュージーランド人の大工ギャリー・ルイスと、4年の交際を経て2004年に結婚した。ギャリーはマオリ族として初のロイヤル・ファミリーとなった。ギャリーの叔父はマオリの作家として知られるウィティ・イヒマエラ。ギャリーとは2018年に離婚した。
王族としての公務は行っていないが、王室行事に親族として参列することがある。

## 家族
ギャリーとの間に一男一女を儲けた。
- 長女：セナ（2010年7月22日 - ）
- 長男：タネ（2012年5月25日 - ）

また、ギャリーと先妻との間に、息子アリ（1992年 - ）がいる。
なお、2013年王位継承法でイギリス王位継承順位の男子優先が廃され、これは2011年10月28日以後生まれに遡及して適用されるため、タネは姉セナへの優先性を失い、継承順位が逆転した。